# Про арте
Про арте је била музичка група из Сарајева из седамдесетих година 20. века. Група је била препознатљива по карактеристичном звуку и по вокалу Владимира Савчића Чобија . Група је имала уговор са загребачким Југотоном, а до разлаза 1980. продала је преко седам милиона винилних плоча . Група је објавила педесет сингл плоча, тридесет лонг плеј плоча и неколико ретроспективних компакт-дискова.

## Чланови
- Владимир Савчић Чоби — вокал
- Ђорђе Новковић — клавијатуре, музика и текстови
- Владимир Боровчанин — бубњеви
- Слободан Ковачевић — бас-гитара

## Дискографија
Најпознатије песме:
- Лола (1968)
- Ко те љуби док сам ја на стражи
- Долина нашег детињства (1971)
- Немој, драга, плакати
- Украшћу те, Маре
- Пружи ми руку, љубави
- Тужна су зелена поља
- Тике, тике, тачке
- Кад у војску пођем ја
- Једна мала плава (1975)
- Сам на свијету
- Вратио се барба из Америке
- Мама Хуанита

## Фестивали
- Куће су остале празне, '69
- Како да ти кажем, '70
- Немој драга плакати, '72, победничка песма
- Јасмина, '77, треће место

Опатија:
- Живот ми је празан (алтернација са Зденком Вучковић), '70

Београдско пролеће:
- Како да ти срце поклоним, '70
- Нико, нико, '71
- Пусти нека сузе теку, '72
- Једна мала плава, '75, друго место

Сплит:
- Украст ћу те, Маре, '70
- Не могу заборавит, '71
- Дал' би ти, '72
- Марина, '73
- Сиђи са облака, '74
- Вратија се барба из Америке, '75
- Шјор Бепо капитан, '76
- Шјора Манде липо пива, '78

Загреб:
- Као и прије, '68
- Сунце ће сјати за све људе овог свијета (алтернација са Ђорђем Марјановићем), '68
- Пружи ми руку љубави, '70, победничка песма
- Живот је хрпа меда и жита, '72
- Дођи мала да ти нешто кажем, '76
- Нема ништа међу нама, '77
- Јање моје црног ока, '78

Омладина, Суботица:
- Сам на свијету', '71

Југословенски избор за Евросонг:
- Хеј, ти слатка Лулу, Домжале '71

Фестивал војничких песама:
- Тко те љуби док сам ја на стражи, '71

Скопље:
- Арлекин, '71
- Твојот трубадур, '72

Југословенски фестивал револуционарне и родољубне пјесме:
- Пријатељу далеки, '76

Карневал фест, Цавтат:
- Бај, Лили, бај, '77

Крапина:
- Попевка о комбајну, '82